# Irene Tsu
Pour les articles homonymes, voir Tsu (homonymie).

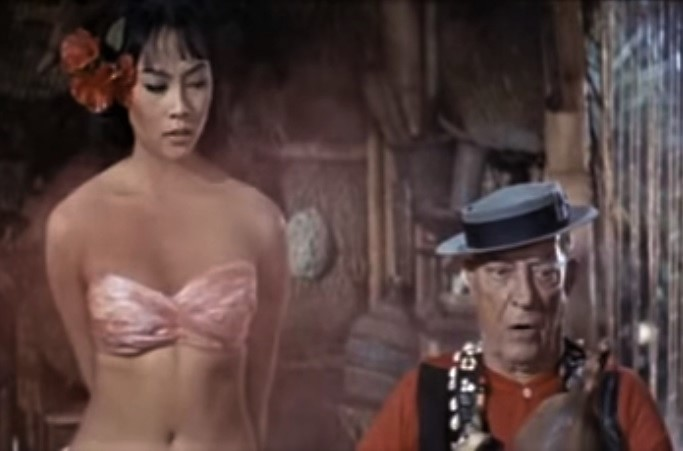
Avec Buster Keaton, dans How to Stuff a Wild Bikini (1965)

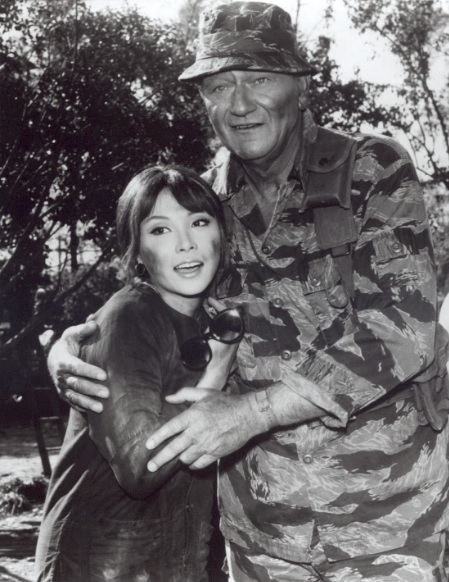
Avec John Wayne, dans Les Bérets verts (1968, photo promotionnelle)

Irene Tsu, née le 4 novembre 1945 à Shanghai (Chine), est une actrice d'origine chinoise (nom de naissance : 諸慧荷) naturalisée américaine.

## Biographie
Émigrée avec sa famille vers la fin des années 1950 aux États-Unis, Irene Tsu y reçoit son éducation et devient citoyenne américaine. Au théâtre, elle joue en 1960 à Cleveland (Ohio) dans la pièce Le Monde de Suzie Wong de Paul Osborn (avec Tom Helmore), adaptée du roman éponyme de Richard Mason.
Ainsi repérée, elle tient au cinéma un premier petit rôle de danseuse dans Au rythme des tambours fleuris d'Henry Koster (1961, avec Nancy Kwan et James Shigeta). Suivent de nombreux autres films (majoritairement américains), dont Ah si papa savait ça ! du même Henry Koster (1963, avec James Stewart et Sandra Dee), Les Bérets verts de Ray Kellogg et John Wayne (1968, avec John Wayne et David Janssen), 747 en péril de Jack Smight (1974, avec Charlton Heston et Karen Black), Le Clochard de Beverly Hills de Paul Mazursky (1986, avec Nick Nolte et Richard Dreyfuss), Mr. Jones de Mike Figgis (1993, avec Richard Gere et Lena Olin) et Golden Chicken de Samson Chiu (film hongkongais, 2002, avec Sandra Ng et Eric Tsang).
À la télévision américaine, elle apparaît dans des séries à partir de Perry Mason (un épisode, 1963). Ultérieurement, mentionnons Les Mystères de l'Ouest (un épisode, 1967), Mission impossible (un épisode, 1972), Supercopter (un épisode, 1985), Star Trek: Voyager (deux épisodes, 1997-2001) et Los Angeles, police judiciaire (un épisode, 2011).
S'ajoutent quelques téléfilms, dont L'Ombre d'un scandale (1984, avec Angie Dickinson et Tom Skerritt), réalisé par Ivan Nagy, son époux de 1971 à 1980 (divorce).

## Filmographie partielle

### Cinéma
- 1961 : Au rythme des tambours fleuris (Flower Drum Song) d'Henry Koster : une danseuse
- 1962 : La Guerre en dentelles (The Horizontal Lieutenant) de Richard Thorpe : une jeune espionne
- 1963 : Oui ou non avant le mariage ? (Under the Yum Yum Tree) de David Swift : Suzy
- 1963 : Ah si papa savait ça ! (Take Her, She's Mine) d'Henry Koster : Mlle Wu
- 1965 : L'Encombrant Monsieur John (John Goldfarb, Please Come Home!) de J. Lee Thompson : une femme du harem
- 1965 : Les Exploits d'Ali Baba (The Sword of Ali Baba) de Virgil W. Vogel : Nalu
- 1965 : How to Stuff a Wild Bikini de William Asher : une indigène
- 1966 : Frontière chinoise (7 Women) de John Ford : une jeune chinoise
- 1966 : Paradis hawaïen (Paradise, Hawaiian Style) de Michael D. Moore (en) : Pua
- 1967 : Opération Caprice (Caprice) de Frank Tashlin : Su Ling
- 1968 : Les Bérets verts (The Green Berets) de Ray Kellogg et John Wayne : Lin
- 1974 : Les Démolisseurs (Three the Hard Way) de Gordon Parks Jr. : l'impératrice
- 1974 : 747 en péril (Airport 1975) de Jack Smight : Carol
- 1975 : Le Tigre de papier (Paper Tiger) de Ken Annakin : Talah
- 1975 : Deadly Hero d'Ivan Nagy
- 1976 : Faut pas karaté la queue du tigre (Hot Potato) d'Oscar Williams (en) : Sergent Pam Varaje
- 1986 : Le Clochard de Beverly Hills (Down and Out in Beverly Hills) de Paul Mazursky : Sheila Waltzberg
- 1993 : Mr. Jones de Mike Figgis : Mme Chang
- 1996 : Comrades, Almost a Love Story (Tian mi mi) de Peter Chan : la tante Rosie
- 2002 : Golden Chicken (Gam gai) de Samson Chiu : la tante de Kam
- 2020 : Voyage vers la Lune (Over the Moon) de Glen Keane et John Kahrs (film d'animation) : la grand-mère (voix)

### Télévision

#### Séries
- 1963 : Perry Mason, saison 7, épisode 8 The Case of the Floating Stones de Don Weis : Juli Eng
- 1964 : Mon Martien favori (My Favorite Martian), saison 2, épisode 9 Double Trouble de Leslie Goodwins : Leilani
- 1965 : Les Espions (I Spy), saison 1, épisode 2 Le Verre de l'amitié (A Cup of Kindness) de Leo Penn : la jeune femme
- 1965 : Voyage au fond des mers (Voyage to the Bottom of the Sea), saison 2, épisode 9 Le Pacificateur (The Pacemaker) de Sobey Martin : Su Yin
- 1965-1967 : Des agents très spéciaux (The Man from U.N.C.L.E.)
  - Saison 1, épisode 24 La Dent du dragon (The Hong Kong Shilling Affair, 1965) d'Alvin Ganzer : Jasmine
  - Saison 3, épisode 29 Tueurs au karaté, 2e partie (The Fiver Daughters Affair, Part II, 1967) de Barry Shear : Reikko
- 1967 : Laredo, saison 2, épisode 18 The Bitter Yen of General Ti : Jem Sing
- 1967 : Les Mystères de l'Ouest (The Wild Wild West), saison 3, épisode 6 La Nuit du samouraï (The Night of the Samurai) de Gunnar Hellström : Reiko O'Hara
- 1970 : Les Règles du jeu (The Name of the Game), saison 2, épisode 16 Island of Gold and Precious Stones de John Newland : Mlle Takashima
- 1970 : Cher oncle Bill (Family Affair), saison 5, épisode 3 Eastward Ho de Charles Barton : Ming Lee
- 1971 : Sam Cade (Cade's County), saison unique, épisode 9 Un policier disparaît (Delegate at Large) de Marvin J. Chomsky : Mimi Drake
- 1972 : Mission impossible (Mission: Impossible), saison 6, épisode 20 Le Piège (Double Dead) : Penyo
- 1972 : Ah ! Quelle famille (The Smith Family), saison 2, épisode 19 San Francisco Cop d'Herschel Daugherty : Nancy
- 1972 : Cannon, saison 2, épisode 3 Le Magicien (Bitter Legion) de Michael O'Herlihy : Lavonne Rowan
- 1973 : Hawaï police d'État (Hawaii Five-0), saison 5, épisode 22 Dernier Avertissement (Engaged to Be Buried) de Michael O'Herlihy : Alia
- 1974 : L'Homme de fer (Ironside), saison 7, épisode 17 La Poupée chinoise (Terror on Grant Avenue) d'Arnold Laven : Laurie Li
- 1977 : 200 dollars plus les frais (The Rockford Files), saison 4, épisode 8 Meli-Melo (Irving the Explainer) de James Coburn : Daphne Ishawahara
- 1977 : Future Cop, cinq épisodes : Dr Tingley
- 1977 : Wonder Woman, saison 2, épisode 9 L'Homme qui faisait des volcans (The Man Who Made Volcanoes) d'Alan Crosland Jr. : Mei Ling
- 1985 : Supercopter (Airwolf), saison 3, épisode 10 La Clef du souvenir (The Deadly Circle) d'Harvey S. Laidman : Carol Oshiro
- 1997-2001 : Star Trek: Voyager
  - Saison 3, épisode 20 Le Fils préféré (Favorite Son, 1997) : la mère de Kim
  - Saison 7, épisode 20 Divergences artistiques (Author, Author) : Mary Kim
- 2003 : Division d'élite (The Division), saison 3, épisode 8 Le Prix de la liberté (The Cost of Freedom) de Nancy McKeon : Mme Lin
- 2004 : La Vie avant tout (Strong Medicine), saison 5, épisode 11 Grande Première (Like Cures Like) de Fran Drescher : Mme Fong
- 2005 : Les Experts : Manhattan (CSI: NY), saison 1, épisode 13 Du sang sur la neige (Tanglewood) : Mme Tuki Song
- 2009 : Cold Case : Affaires classées (Cold Case), saison 7, épisode 8 Chinatown de David Von Ancken : Da Chun Lu en 2009
- 2011 : Los Angeles, police judiciaire (Law & Order: Los Angeles), saison unique, épisode 17 Père indigne (Angel's Knoll) : Christina Yu
- 2020 : Away, saison unique, épisode 8 Signes vitaux (Vital Signs) de Charlotte Brändström : la mère de Lu âgée

#### Téléfilms
- 1974 : Meurtres au monastère de Jeremy Kagan : la vision céleste
- 1984 : L'Ombre d'un scandale (A Touch of Scandal) d'Ivan Nagy : une cliente du restaurant
- 1997 : Le Secret d'une passion (Tell Me No Secrets) de Bobby Roth : Mme Ching
- 2011 : Fred 2: Night of the Living Fred de John Fortenberry : Mme Rhee

## Théâtre (sélection)
- 1960 : Le Monde de Suzie Wong (The World of Suzie Wong), adaptation par Paul Osborn du roman éponyme de Richard Mason, mise en scène de Joshua Logan, décors de Jo Mielziner, costumes de Dorothy Jeakins